# Barclays
Barclays is een Britse financiële dienstverlener die internationaal opereert. Het bedrijf is een holding, genoteerd aan de London Stock Exchange - waar het deel uitmaakt van de FTSE 100 - en de New York Stock Exchange. Barclays is een van de grootste banken ter wereld en behoort volgens Forbes tot de 25 grootste bedrijven wereldwijd.
De bank werd opgericht in 1690 en begon in 1736 de merknaam Barclays te gebruiken. In 1896 fuseerden enkele Londense banken tot één bank en deze datum wordt ook aangehouden als oprichtingsdatum. In 1967 was Barclays de eerste bank in de wereld met een geldautomaat. Barclays geeft ook de Barclaycard uit.
Het is vooral actief in de thuismarkt, hier werd de helft van de omzet behaald in 2024. Het omzetaandeel van Noord- en Zuid-Amerika is ongeveer een kwart. De helft van de inkomsten bestaat uit het saldo van ontvangen en betaalde rente en een kwart zijn provisie-inkomsten. In 2025 telde de bank ongeveer 100.000 medewerkers.

## Geschiedenis
De geschiedenis van de bank loopt terug tot 1690, toen John Freame en Thomas Gould in de Lombard Street in Londen een bank opzetten voor goudzoekers. In 1736 werd aan de naam van de bank "Barclays" toegevoegd, omdat de schoonzoon van Feame een partner werd. In 1776 had de bank de naam "Barclay, Bevan and Bening", welke het negen jaar zou houden, totdat een nieuwe partner, John Tritton, zich aandiende. De naam werd gewijzigd in Barclay, Bevan, Barclay and Tritton.
Ruim een eeuw later, in 1896, verenigden verscheidene banken zich onder de naam "Barclay & Company" als een naamloze vennootschap. Tussen 1905 en 1916 breidde Barclays uit door kleine banken over te nemen. In 1918 fuseerde Barclays met London, Provincial and South Western Bank en een jaar later werd de British Linen Bank overgenomen. Enkele jaren later stond Barclays op het punt om eigenaar te worden van de National Bank of Kingston, maar vlak voor de overdracht ketste de deal af.

### Na de Tweede Wereldoorlog
Barclays betrad in 1965 de Amerikaanse markt met de oprichting van de Barclays Bank of California in San Francisco. Een jaar later werd de Barclaycard, eerste Britse creditcard, op de markt gebracht. De eerste geldautomaat werd in 1967 onthuld; in Enfield Town had acteur Reg Varney de eer om er als eerste gebruik van te maken. Weer een jaar later werd de Martins Bank overgenomen.
Aan het begin van de jaren 70 werd er een vestiging van Barclays in New York geopend en werd First Westchester National Bank of New Rochelle, een bank uit New York, overgenomen. Langzaamaan werden ook in andere Amerikaanse staten vestigingen opgezet. In 1980 werd de American Credit Corporation overgenomen en omgedoopt tot de Barclays American Corporation. Twee jaar later was Barclays de eerste bank die haar deuren op de zaterdagochtend opende.
In 1984 behaalde de bank recordwinsten. Het daaropvolgende jaar werd gekenmerkt door de fusie van de Barclays Bank en de Barclays Bank International (BBI), als deel van een reorganisatie. De oorspronkelijke "Barclays Bank plc" werd een holding en werd hernoemd naar "Barclays plc". Het oorspronkelijke BBI kreeg, als dochteronderneming, de binnenlandse bankzaken onder haar hoede en nam de naam "Barclays Bank" aan. In 1985 werd ook de eerste Britse betaalkaart, de Connect, geïntroduceerd. Een jaar later werd de Barclays National Bank, het Zuid-Afrikaanse filiaal, afgestoten, als protest tegen de Apartheid. In datzelfde jaar werden Zoete & Bevan en Wedd Durlacher aangekocht, twee market makers, die samen het onderdeel BZW gingen vormen. Op deze manier profiteerde Barclays van de Big Bang, de plotselinge deregulatie van de Britse aandelenmarkt. In 1988 werd Barclays Bank of California verkocht aan Wells Fargo.
In 1994 werd Barclays opgeschrikt door Edgar Pearce, de Mardi Gras Bomber, die aanslagen pleegde op filialen van de bank.
Twee jaar later werd Wells Fargo Nikko Investment Advisors aangekocht en samengevoegd met BZW Investment Management, om Barclays Global Investors (BGI) te worden. In 1998 werd BZW opgebroken en werden delen verkocht aan Credit Suisse First Boston. Het deel dat eigendom bleef, is uitgegroeid tot het huidige Barclays Capital. In 1999 lanceerde Barclays de internetprovider Barclays.net, die twee jaar later werd overgenomen door British Telecom.
In 2000 werd The Woolwich Building Society voor ruim 5 miljard pond overgenomen door Barclays. 171 Binnenlandse filialen van Barclays werden in 2001 gesloten, gevolgd door een reclamecampagne met als motto the big bank. Deze campagne werd al gauw afgekapt na mislukte pr-stunts. In 2003 werd de Amerikaanse creditcard verstrekker Juniper Bank overgenomen van CIBC en kreeg de nieuwe naam Barclays Bank Delaware. Gevolgd door de overname van de op tien na grootste bank van Spanje, de Banco Zaragozano.
In 2005 verkreeg Barclays een meerderheidsbelang in de Zuid-Afrikaanse Absa Group Limited. HomEq Servicing Corporation en de website Comparetheloan werden in 2006 overgenomen. Er werd in dat jaar ook bekendgemaakt dat The Woolwich geïntegreerd zou worden in de Barclays Bank en dat The Woolwich als merknaam zou worden gebruikt voor de hypotheektak. Ook had Barclays het naamrecht van de Barclays Center, het toekomstige stadion van de New Jersey Nets, in New York gekocht.
In maart 2007 benaderde Barclays ABN AMRO voor een fusie. Barclays wierp zich op als 'reddende engel' nadat aandeelhouder The Children's Investment Fund (TCI) het dringende verzoek aan ABN AMRO had gedaan zich te splitsen of over te gaan tot verkoop. Op 23 april 2007 bereikten de bestuurders van beide banken overeenstemming. Barclays bood 3,225 eigen aandelen voor elk ABN AMRO aandeel. Na het accepteren van het bod had Barclays 52% van de nieuwe combinatie en de oud ABN AMRO aandeelhouders een belang van 48%. De combinatie zou 47 miljoen klanten en 220.000 medewerkers tellen en in de top drie komen van de grootste banken ter wereld. Uiteindelijk kozen de aandeelhouders van ABN AMRO voor het hogere bod van het consortium, bestaande uit de Royal Bank of Scotland, Fortis en Banco Santander. Barclays had echter wel een aandeel van 3,1% verkocht aan China Development Bank en 3% aan de staatsinvesteerder van Singapore, Temasek Holdings.

### Na de kredietcrisis
Als een gevolg van de kredietcrisis ontving Barclays op 31 augustus 2007 van de Bank of England een noodlening ter waarde van 1,7 miljard pond. Dit zou nodig zijn geweest vanwege onderlinge betalingsproblemen van banken. Op 9 november 2007 verloor Barclays 9% van haar beurswaarde, na geruchten over torenhoge afschrijvingen op haar Amerikaanse activiteiten. Uiteindelijk bleken de afschrijvingen beperkt tot een miljard pond, ruim vier keer zo weinig als gevreesd door beleggers.
In juli 2008 verstevigde Barclays haar vermogenspositie door de uitgifte van nieuwe aandelen. De £ 4,5 miljard werden grotendeels bijeengebracht door de Qatar Investment Authority, de Sumitomo Mitsui Banking Corporation en de China Development Bank. In hetzelfde jaar werd voor US$ 70 miljoen het creditcardmerk Goldfish overgenomen en Barclays kocht zich in bij de Russische Expobank. Ook startte Barclays activiteiten in Pakistan op. Op 16 september 2008 kocht Barclays een "gestripte" versie van het failliete Lehman Brothers voor US$ 1,75 miljard. Dit deel bevatte onder andere het hoofdkantoor in Midtown Manhattan, dat op zichzelf al US$ 600 tot 900 miljoen waard was.
In 2009 verkocht Barclays het bedrijfsonderdeel Barclays Global Investors aan de Amerikaanse vermogensbeheerder BlackRock. BGI was sterk op het gebied in indexbeleggen met exchange-traded funds en handelde onder de merknaam iShares. Het had zo'n US$ 1000 miljard onder beheer. Door strengere vermogenseisen was Barclays gedwongen meer kapitaal apart te zetten voor dit bedrijfsonderdeel. Hierdoor werd BGI een minder winstgevende activiteit. Barclays ontving US$ 13,5 miljard voor BGI, waarvan de helft in een aandelenbelang van 19,9% in BlackRock. In 2012 verkocht Barclays het aandelenbelang in BlackRock voor US$ 6 miljard.
Barclays was betrokken bij het Liborschandaal. De bank had opzettelijke foutieve informatie versterkt voor de vaststelling van het tarief en daar financieel van geprofiteerd. Op 27 juni 2012 gaf Barclays het wangedrag toe en kreeg boetes van in totaal £ 290 miljoen, te betalen aan de Britse Financial Services Authority (FSA) en de Amerikaanse Commodity Futures Trading Commission (CFTC). Nog geen week later trad Barclays-voorzitter Marcus Agius af en een dag later volgde bestuursvoorzitter Bob Diamond.
Britse banken hebben lange tijd op grote schaal verzekeringen, de zogenaamde Payment Protection Insurance (PPI), verkocht bij leningen. Deze verzekering garandeerde de aflossing van de schuld wanneer de lener in financiële problemen geraakte door bijvoorbeeld werkloosheid of arbeidsongeschiktheid. De premies waren echter exorbitant. Na diverse boetes en rechtszaken werd een landelijke compensatieregeling ingesteld, iedereen kon een claim indienen tot 29 augustus 2019. De compensatieregeling heeft vanaf het begin in 2011 het hele Britse bankwezen zo'n £ 54 miljard gekost. Barclays was de op een na grootste grote aanbieder van PPI's en het aandeel van Barclays werd geraamd op £ 11 miljard.
In 2016 verkocht Barclays zijn kantorenwetwerk in Italië aan Mediobanca. Barclays had al besloten de diensten voor particulieren in Continentaal Europa te reduceren en vergelijkbare activiteiten in Spanje en Portugal zijn al verkocht. Barclays praat nog met een partij voor de overname van de Franse activiteiten, in september 2017 werd de verkoop hiervan bekend gemaakt.
In november 2020 trad bestuursvoorzitter Jes Staley af. Hij was in 2015 op deze functie benoemd. Reden voor zijn aftreden waren zijn contacten met Jeffrey Epstein en zijn misleidende verklaringen hieromtrent. Hij werd opgevolgd door Venkatakrishnan. In oktober 2023 kreeg Stacey voor zijn rol een zware straf, hij mag gedurende tien jaar geen belangrijke positie in de financiële markt vervullen en heeft geen recht meer op financiële regelingen en bonussen ter waarde van £ 18 miljoen. Van de Financial Conduct Authority kreeg hij tot slot een boete van £ 1,8 miljoen.

## Duurzaamheid
In een door de Nederlandse Triodos Bank uitgevoerde sectorstudie over banken in het Verenigd Koninkrijk en Ierland haalde Barclays de hoogste score wat betreft duurzaamheid. Volgens de studie is de bank betrokken bij diverse internationale conventies op het gebied van duurzaamheid en heeft het uitgebreide managementsystemen voor integratie van duurzaamheidaspecten in kredietverlening.

## Dochterondernemingen
Enkele van de belangrijkste dochterondernemingen van de holding Barclays:
- Barclays Bank
- Barclays Wealth - private bank en vermogensbeheerder
- Barclays Capital - investeerder
  - Barclays Private Equity - private-equitytak
- Barclaycard - uitgever van creditcards

## Trivia
Barclays begon in 2004 met het sponsoren van de Premier League, voordien was de sponsoring van de eredivisie van het Britse voetbal in handen van Barclaycard. 